# Sebaea schlechteri
Sebaea schlechteri là một loài thực vật có hoa trong họ Long đởm. Loài này được Schinz miêu tả khoa học đầu tiên năm 1896.